# Neelamperoor Madhusoodanan Nair
Neelamperoor Madhusoodanan Nair (Kuttanad; 25 de marzo de 1936-Thiruvananthapuram; 2 de enero de 2021) fue un poeta y escritor indio del estado de Kerala, en el sur de la India, que escribió en idioma malabar. 

## Premios
Recibió el premio a la poesía de la Academia Sahitya en el año 2000 por su trabajo Chamatha.

## Principales obras
Sus otras obras incluyen Ithile Varika, Eettillam, Chitha, Amaram, Urangum Munpu y Phalitha Chinthakal (Humor).